# Протасов Яр (ручей)
Протасов Яр (укр. Протасів Яр) — ручей в городе Киеве, в местности Протасов яр, правый приток реки Лыбеди.

## Описание
Протяжённость ручья составляет приблизительно 1,1-1,2 километра. Начинается на склонах Батыевой горы, далее протекает по местности Протасов Яр вдоль одноимённой улицы. Впадает в Лыбедь немного южнее моста через Лыбедь над улицей Фёдорова. Ручей полностью заключён в коллектор, кроме участка длиной несколько метров около устья.